# Djolu
Djolu est une localité, chef-lieu de territoire de la province de Tshuapa en république démocratique du Congo.

## Géographie
Elle est située sur la route RP310 à 290 km au nord du chef-lieu provincial Boende.

## Histoire

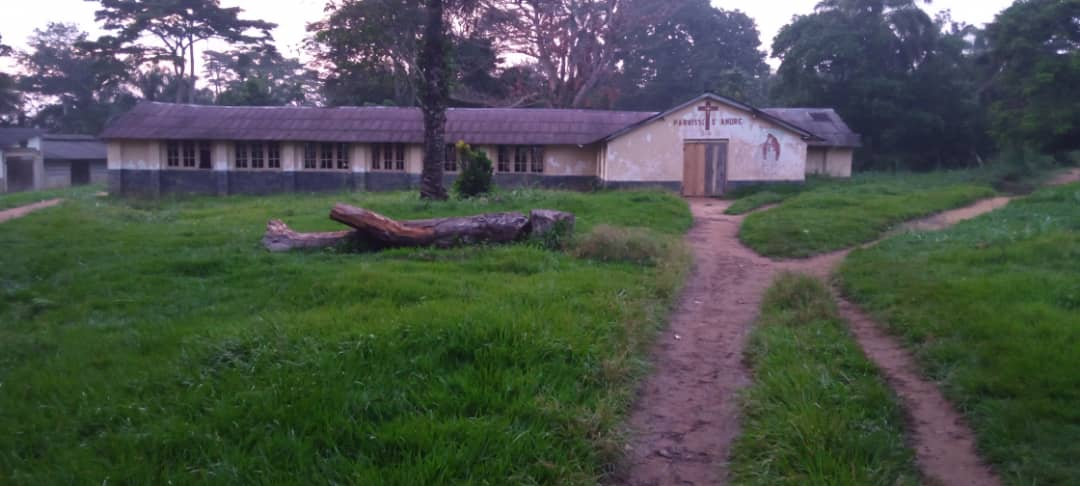
Église catholique de Djolu.

## Administration
Chef-lieu de territoire de 16 581 électeurs recensés en 2018, la localité a le statut de commune rurale de moins de 80 000 électeurs, elle compte 7 conseillers municipaux en 2019.